# Jean-Marie Runiga
Jean-Marie Runiga, de son vrai nom Jean-Marie Lugerero Runiga est un évêque de l'Église du Réveil du Congo, et un homme politique de la République démocratique du Congo (RDC), leader de la branche politique du mouvement du 23 Mars (M23),, une rébellion congolaise composé en majorité de Tutsis rwandophones, fonction qu'il occupe jusqu'à sa destitution en février 2013. 
En 2003, Jean-Marie Runiga est nommé président du conseil d’administration du Fonds pour la promotion de l’industrie par Joseph Kibala, présidence qu'il occupera jusqu'en 2007 avant de rejoindre la rébellion du congrès national pour la défense du peuple (CNDP).
En 2012, il rejoint la rébellion du M23, en tant que coordonnateur et président de la branche politique.
Le 22 novembre 2012, alors que le M23 contrôle Goma depuis le 20 novembre 2012, Jean-Pierre Runiga, se rend à Kampala, à la tête d'une délégation du M23, pour y rencontrer le président ougandais Yoweri Museveni, à la demande de ce dernier. C'est le premier déplacement officiel d’un dirigeant du M23 depuis la création du mouvement. Le 24 novembre 2012. Il participe au sommet extraordinaire des pays de la région des Grands Lacs. Ce sommet a pour objectif de trouver une issue au conflit entre le gouvernement de la RDC et la rébellion du M23. En conclusion du sommet, les dirigeants participants, Yoweri Muzeveni pour l'Ouganda, Joseph Kabila pour la RDC, Mwai Kibaki pour le Kenya et Jakaya Kikwete pour la Tanzanie, demandent au M23 de quitter Goma d'ici 48 heures et en échange les autorités congolaises se sont engagées à écouter les revendications des insurgés. En marge de ce sommet, Jean-Pierre Runiga et la délégation du M23 rencontrent le président Joseph Kabila,, et, selon Runiga, des négociations directes entre le M23 et les autorités congolaises sont prévues le jour suivant, mais Kabila quitte l'Ouganda le lendemain sans avoir revu Runiga. Il s'ensuit des déclarations des deux parties, le gouvernement affirmant que le retrait du M23 de Goma est impératif avant d'entamer les négociations, et Jean-Pierre Runiga indiquant à l'AFP que « Le retrait de Goma ne doit pas être une condition pour les négociations mais doit être le résultat des négociations ».
Le 28 novembre 2012, Jean-Pierre Runiga lors d'un entretien à Radio France Internationale, indique que le retrait des troupes de Goma ne constitue pas un problème, mais demande que « il doit y avoir des actes de bonne volonté avant que les négociations proprement dites ne se fassent », exigeant « la levée immédiate et sans conditions de la privation de liberté imposée à M. Etienne Tshisekedi » et « la libération immédiate et sans conditions de tous les prisonniers politiques et d'opinion ».
Le 31 décembre 2012, Jean-Marie Runiga est sanctionné par le conseil de sécurité des Nations unies, qui le considère comme « le chef civil du M23 », il lui est interdit de voyager à l'étranger et ses avoirs sont gelés,,.
Le 28 février 2013, Jean-Marie Runiga est destitué de la présidence du M23 par Sultani Makenga, le chef militaire du M23, qui l'accuse de soutenir le général en fuite Bosco Ntaganda, sous mandat d'arrêt de la cour pénale internationale. Il en résulte une scission du M23, la rébellion est scindée en deux factions, une pro Makenga et une pro Ntaganda. Dans les semaines qui suivent, la faction fidèle à Ntaganda, dirigée par Runiga, est mise en déroute par la faction de Makenga. Jean-Pierre Runiga se réfugie au Rwanda avec ses troupes, où ils sont désarmés et mis en détention,. 